# Fjärdsgrund (Vaasa)
Fjärdsgrund est une île du nord Kvarken à Vaasa en Finlande,.

## Géographie
La superficie de l'île est de 10,8 hectares et sa longueur maximale est de 590 m du nord au sud.